# Chiesa della Misericordia (Padova)
La chiesa della Misericordia era un edificio religioso di origine paleocristiana che si ergeva ove oggi è piazza Rabin a Padova, poco distante dal Prato della Valle. Era la chiesa del contiguo monastero delle monache benedettine che secondo la tradizione fu fondato da san Prosdocimo.

## Storia
Secondo la tradizione il monastero e la chiesa sorsero su un cenobio che andava accogliendo una comunità di vergini voluta da san Prosdocimo; queste poi accolsero la regola benedettina. Il complesso fu ricostruito in seguito al violento incendio scatenato dagli Ungari nel 914. Venne ampliato nel 1275 ed ancora nei secoli seguenti. Nel XVII secolo arrivò ad ospitare ottanta monache e vantava innumerevoli benefizi e giuspatronati nelle chiese parrocchiali nei dintorni della città. Fiorì ulteriormente nel 1748 grazie all'assorbimento del priorato agostiniano di Pernumia.
Con le legislazioni ecclesiastiche napoleoniche del 1808 tutto finì sequestrato e le religiose allontanate. La chiesa ed il campanile furono abbattuti, mentre parte del monastero fu ridotta ad abitazioni. Tutto venne definitivamente demolito per permettere la costruzione del foro boario e dello stadio Appiani negli anni '30 del Novecento.

## Descrizione

### Esterno
La chiesa aveva l'abside rivolto a levante, e il portale principale si apriva a settentrione, la fiancata era mossa da lesene e finestroni alla palladiana. La facciata era occultata da varie costruzioni e dall'alto campanile dall'aspetto seicentesco, con canna articolata da lesene, cella campanaria aperta da monofore e coperta da un tamburo ottagonale terminante a cipolla. Alla chiesa si accedeva da Prato della Valle, dopo aver attraversato un'arcata monumentale che apriva ad un selciato che proseguiva tra gli orti e i giardini del monastero, tutto incluso da mura.

### Interno
L'aula misurava 22 metri e mezzo per una larghezza di 8. Il presbiterio era decorato da due enormi teleri di Antonio Balestra: a sinistra Il martirio dei santi Cosma e Damiano a destra I santi Cosma e Damiano salvati dall'angelo ora posti al transetto destro della basilica di Santa Giustina. La pala dell'altare maggiore era lavoro di Giuseppe Porta La Vergine col Bambino tra i santi Sebastiano e Giovanni Battista mentre intorno Azioni dei santi Cosma e Damiano di Pietro Ricchi. Vi erano poi altari laterali decorati da pregevoli pale: Nostra Signora del Rosario, san Domenico e santa Rosa di Onofrio Gabrieli (1658), La nascita di Gesù Cristo di Giuseppe Porta, Riposo in Egitto di Francesco Maffei e La Vergine con i santi Benedetto, Gerolamo e Carlo Borromeo del nobile Andrea Mantova. Sopra la porta vi era La conversione di san Paolo di Pietro Ricchi, sempre dello stesso autore anche i quadri che decoravano le grate del coro delle monache. Le portelle dell'organo, decorate con L'Annunziazione già attribuita al Porta sono ora riconosciuto lavoro di Giovanni Battista Zelotti; sono oggi esposte ai Musei civici agli Eremitani.